# Нікола Міротич
Нікола Міротич (серб. Никола Миротић, нар. 11 лютого 1991) — іспанський баскетболіст, бронзовий призер Олімпійських ігор 2016 року.

## Виступи на Олімпіадах
| Олімпіада           | Дисципліна | Місце |
| ------------------- | ---------- | ----- |
| Ріо-де-Жанейро 2016 | баскетбол  | 3     |

## Зовнішні посилання
- Нікола Міротич — олімпійська статистика на сайті Sports-Reference.com (англ.) (архівна версія)